# Големият удар на Макс Кийбъл
„Големият удар на Макс Кийбъл“ (на английски: Max Keeble's Big Move) е американски комедиен филм от 2001 г. на режисьора Тим Хил, по сценарий на Дейвид Уотс, Джонатан Бърнщайн, Марк Блакуел и Джеймс Гриър и участват Алекс Линц, Лари Милър, Джейми Кенеди, Нора Дън и Робърт Карадайн. Премиерата на филма е в Съединените щати на 5 октомври 2001 г. от „Уолт Дисни Пикчърс“ и получава смесени отзиви от критиците и печели 18 млн. долара срещу бюджет от 25 млн. долара.